# ПТР Шпитального
Противотанковое ружьё Шпитального — опытное советское противотанковое ружьё под патрон 14,5 × 114 мм образца 1939 года.

## История
В СССР работы по созданию противотанковых ружей начались в 1936 году. Их разработкой руководили С. В. Владимиров, С. Г. Симонов, В. А. Дегтярёв, Б. Г. Шпитальный и другие. Первыми противотанковыми ружьями в СССР были изделия Владимирова и Шпитального.
В середине 1939 года на полигоне НИПСВО проводились испытания противотанковых ружей только калибра 14,5 мм (ещё до официального утверждения этого патрона), разработанных Рукавишниковым, Шпитальным и Владимировым в соответствии с новыми требованиями (при высоких служебно-эксплуатационных качествах ПТР должно было поражать 20-мм броню лёгких танков на дистанциях до 500 м при угле встречи 30°, при этом ружьё должно иметь малую массу, хорошую маневренность и легко маскироваться).

## Описание
Противотанковое ружьё Шпитального относилось к однозарядным ружьям с ручным перезаряжанием и автоматическим открыванием затвора для увеличения практической скорострельности и облегчения экстракции. Автоматика ружья работала по принципу использования отдачи с коротким ходом ствола. Запирание канала ствола осуществлялось перекосом шарнирно закреплённого затвора качающегося типа, оборудованного специальным рычагом. Ударный механизм куркового типа взводится при отпирании затвора. К особенностям противотанкового ружья Шпитального относится спусковой механизм, в котором не было предусмотрено предохранителя. Отражение стреляной гильзы производилось подвижным экстрактором, закреплённым в ствольной коробке. Прицел открытый секторного типа на высоком основании, рассчитанный на дальность стрельбы до 1500 м. На дульной части ствола был смонтирован удлинённый пламегаситель. Ружьё снабжалось складными сошками и деревянным прикладом.